# 崞縣原平戰鬥
崞縣原平戰鬥發生於1937年10月1日－11日，地點則是在中國山西省東一帶。是抗日戰爭主要戰鬥之一，交戰一方為守軍之國民革命軍，另一方則為日軍。戰鬥末了，日軍攻下崞縣原平兩地。